# Ptak (Hohe Tatra)
Der Ptak ist ein Berg in der Hohen Tatra im Massiv Buczynowe Turnie mit einer Höhe von ca. 2131 m n.p.m. und liegt in Polen in der Woiwodschaft Kleinpolen im Landkreis Powiat Tatrzański. Der Westhang gehört zur Gemeinde Poronin (Ortsteil Murzasichle) und der Osthang zur Gemeinde Bukowina Tatrzańska (Ortsteil Brzegi). Über seinen Gipfel führt der Höhenweg Orla Perć.

## Lage und Umgebung
Unterhalb des Gipfels liegen zwei Täler, die Dolina Buczynowa im Osten und die Dolina Pańszczyca. 
Vom Gipfel der Mała Buczynowa Turnia wird der Ptak durch den Bergpass Wyżnia Przełączka pod Ptakiem getrennt und von dem Gipfel Przełączka pod Ptakiem durch den Bergpass Kopa nad Krzyżnem.

## Etymologie
Der Name Ptak lässt sich als Vogel übersetzen. Er rührt daher, dass der Gipfel in seiner Form an ein männliches Geschlechtsteil erinnert, das umgangssprachlich im Polnischen als Vogel bezeichnet wird.

## Tourismus
Wanderer, die sich auf den Höhenweg Orla Perć wagen, müssen über den Gipfel gehen. 

### Routen zum Gipfel
Auf den Gipfel führt ein Höhenweg: 
- ▬ Der rot markierte Höhenweg Orla Perć vom Bergpass Zawrat über den Gipfel auf den Bergpass Krzyżne. Als Ausgangspunkt für eine Besteigung des Höhenwegs eignen sich die Berghütten Schronisko PTTK Murowaniec sowie Schronisko PTTK w Dolinie Pięciu Stawów Polskich.

## Belege
- Zofia Radwańska-Paryska, Witold Henryk Paryski: Wielka encyklopedia tatrzańska. Poronin, Wyd. Górskie, 2004, ISBN 83-7104-009-1.
- Tatry Wysokie słowackie i polskie. Mapa turystyczna 1:25.000, Warszawa, 2005/06, Polkart, ISBN 83-87873-26-8.